# الأسد ليو (أنمي)
الأسد ليو هو تكملة لمسلسل الأنمي الياباني الليث الأبيض. كان أوسامو تيزوكا يريد دائمًا أن يكمل قصة كيمبا (الشخصية البطل)، وكانت سلسلة الليث الأبيض ناجحة جدًا في اليابان لدرجة أن تيزوكا أنتج تكملة من دون شركائه الأمريكيين في عام 1966.
جعله المسلسل بدون منتج مشارك منحه سيطرة إبداعية كاملة. على سبيل المثال، غير تيزوكا خاتمة قصة المانجا الأصلية (الممثلة في آخر حلقتين من هذه السلسلة) إلى نهاية سعيدة.
ليو الأسد لا يتبع مباشرة من نهاية سلسلة كيمبا. حيث بدلاً من ذلك تبدأ القصة بعد عامين من نهاية السلسلة السابقة. بالنسبة للجماهير الناطقة باللغة الإنجليزية، فإن سلوك شخصية العنوان لا يمكن تفسيره بشكل غير متسق مع ما تم تأسيسه في السلسلة الأولى. في نهاية السلسلة الأولى، في النص الياباني الأصلي، يعد كيمبا بإبقاء حيواناته منفصلة عن البشر.

## روابط خارجية
- الأسد ليو (أنمي) على موقع IMDb (الإنجليزية)
- الأسد ليو (أنمي) على موقع كينوبويسك (الروسية)
- الأسد ليو (أنمي) على موقع ANN anime (الإنجليزية)
- الأسد ليو (أنمي) (أنمي) في شبكة أخبار الأنمي